# جون بيشوف (ملحن)
جون بيشوف (بالإنجليزية: John Bischoff)‏ هو ملحن أمريكي، ولد في 7 ديسمبر 1949.

## وصلات خارجية
- جون بيشوف على موقع ميوزك برينز (الإنجليزية)
- جون بيشوف على موقع ديسكوغز (الإنجليزية)